# Lamprosema obliqualis
Lamprosema obliqualis là một loài bướm đêm trong họ Crambidae.